# Georges Papazoff
 (novembre 2024).
La mise en forme du texte ne suit pas les recommandations de Wikipédia : il faut le « wikifier ».
Les points d'amélioration suivants sont les cas les plus fréquents. Le détail des points à revoir est peut-être précisé sur la page de discussion.
- Les titres sont pré-formatés par le logiciel. Ils ne sont ni en capitales, ni en gras.
- Le texte ne doit pas être écrit en capitales (les noms de famille non plus), ni en gras, ni en italique, ni en « petit »…
- Le gras n'est utilisé que pour surligner le titre de l'article dans l'introduction, une seule fois.
- L'italique est rarement utilisé : mots en langue étrangère, titres d'œuvres, noms de bateaux, etc.
- Les citations ne sont pas en italique mais en corps de texte normal. Elles sont entourées par des guillemets français : « et ».
- Les listes à puces sont à éviter, des paragraphes rédigés étant largement préférés. Les tableaux sont à réserver à la présentation de données structurées (résultats, etc.).
- Les appels de note de bas de page (petits chiffres en exposant, introduits par l'outil «  Source ») sont à placer entre la fin de phrase et le point final[comme ça].
- Les liens internes (vers d'autres articles de Wikipédia) sont à choisir avec parcimonie. Créez des liens vers des articles approfondissant le sujet. Les termes génériques sans rapport avec le sujet sont à éviter, ainsi que les répétitions de liens vers un même terme.
- Les liens externes sont à placer uniquement dans une section « Liens externes », à la fin de l'article. Ces liens sont à choisir avec parcimonie suivant les règles définies. Si un lien sert de source à l'article, son insertion dans le texte est à faire par les notes de bas de page.
- La présentation des références doit suivre les conventions bibliographiques. Il est recommandé d'utiliser les modèles {{Ouvrage}}, {{Chapitre}}, {{Article}}, {{Lien web}} et/ou {{Bibliographie}}. Le mode d'édition visuel peut mettre en forme automatiquement les références.
- Insérer une infobox (cadre d'informations à droite) n'est pas obligatoire pour parachever la mise en page.

Pour une aide détaillée, merci de consulter Aide:Wikification.
Si vous pensez que ces points ont été résolus, vous pouvez retirer ce bandeau et améliorer la mise en forme d'un autre article.
Georges Papazoff, né George Papazov (bulgare : Георги Папазов), le 2 février 1894 à Yambol, en Bulgarie et mort le 23 avril 1972 à Vence (Alpes-Maritimes), est un peintre surréaliste et un écrivain bulgare. Il vit à Paris où il est un des premiers à faire la connaissance des surréalistes Joan Miró, Max Ernst et Pablo Picasso.

## Biographie
Après avoir travaillé en Allemagne, Georges Papazoff s'installe à Paris en 1924.
Considéré comme un précurseur du « surréalisme abstrait », et comme André Masson, il réalise des « tableaux de sable » : succession de couches de colle et de sable sur de la toile, terminées par quelques traits au pinceau pour assurer le « surgissement figural »
Bien qu'il soit ami avec Max Ernst, Georges Malkine et Joan Miró, sa défiance envers tout groupe structuré, l'empêche d'adhérer au surréalisme, même si son expression plastique « procède des mêmes curiosités et de la même générosité créatrice » depuis ses « métamorphoses successives » à ses « cristallisations sémaphoriques » proches des dernières œuvres d'Yves Tanguy.

## Les années de jeunesse – Prague, Munich, Berlin
George Papazov est né à Yambol, Bulgarie, le 2 février 1894. Engagé volontaire pour une courte période dans la guerre balkanique, en 1913 il part à Prague. Il compte y poursuivre ses études dans un établissement qu'il désigne dans son autobiographie comme une Grand école. Il réalise des dessins de plantes et de bâtiments en plan et en perspective. Il crée des aquarelles de jardins imaginaires.
Sur le conseil de la peintre bulgare, étudiante à l'école de Hans Hofmann, il rejoint cet établissement. Papazoff évoque des souvenirs de cette période dans son autobiographie : « En Allemagne, je me fixai à Munich, où les conditions pour peindre étaient favorables. Je m'inscrivis à une académie privée où j'allais dessiner, le soir, les corps des modèles vivants... C'est à partir des impressionnistes que sont nées toutes les tendances de la peinture moderne. L'influence de la peinture française, la plus séduisante de toutes, était dominante. L'expressionnisme allemand faisait preuve de bonne volonté. Les réalisations de Picasso, de Kandinsky, de Klee excitaient leur fantaise ete les menaient vers la peinture abstraite... »,.
En 1921 Georges Papazoff est déjà à Berlin. Pendant ces années difficiles Berlin attire peintres, écrivains, acteurs, musiciens, artistes de cabaret, qui mobilisent le public dans les galeries, les théâtres, les salles de concert et l’opéra. C’est aussi une période d’essor exceptionnel de l’architecture et du design.
Georges Papazoff a probablement été influencé par Hans Reichel, l’unique peintre allemand avec lequel il affirme entretenir des relations amicales. Reichel a joué un rôle important dans la vie de Papazoff, car il fut témoin de l’étape précoce de sa formation et l’encouragait.
L’exposition à la Grosse Berliner Kunstausstellung de 1923 d’un tableau de Papazoff, racheté par la suite, fut un facteur d’encouragement important - la toile Pferde (Chevaux).
Il s’agissait d’une exposition de grande envergure, présentant des artistes de divers courants – du réalisme au modernisme – constructivisme, suprématisme, futurisme, dadaïsme. Le catalogue nous permet de constater que Papazoff était exposé dans la même salle que certains représentants éminents de l’avant-garde : Max Burkhartz, Erich Buchholz, Max Dungert, Ivan Puni, Willi Baumeister, Herbert Behrens-Hangeler, Karl Peter Röhl, Arthur Segal, Max Hermann Maxy, entre autres. L’atmosphère berlinoise s’imprima considérablement sur l’évolution artistique de Papazoff et son choix personnel.
Pendant la période examinée le peintre subit des influences diverses, qui transparaissent nettement derrière un style assez indécis. Il peint des paysages réalistes, montrant parfois des maisons tchèques, témoignant pour certains de l’expérimentation de techniques impressionnistes. Il peint aussi des compositions figurales, le plus souvent des scènes de genre du quotidien, en appliquant les principes de composition dynamique propres à l’esthétique allemande de cette période, incluant des grotesques. Il présente une partie de ses œuvres à sa première exposition à Sofia, en 1919, et les critiques relèveront immédiatement son manque de maturité.
L’intérêt de Papazoff est ravivé tant par les divers courants à la mode que par l’influence de Paul Klee. Papazoff traverse aussi une période d’admiration pour Van Gogh, auquel il emprunte les touches expressives qu’il transforme en centre visuel et sujet du tableau (Sans titre, vers 1925; Energie 1924/25, Musée du Petit Palais).
À cette étape le style de Papazoff n’est pas entièrement achevé. Son évolution et ses fluctuations se retrouvent chez beaucoup d’autres représentants de l’avant-garde artistique. Après quelques mois passés à Genève en 1923, attiré par l’art du grand Hodler et de Paul Klee qu’il connaît bien, le 1er janvier 1924 il arrive à Paris,.

## L’élaboration du style – Paris
Georges Papazoff, aussitôt débarqué à Paris, put bénéficier de l’aide inappréciable d’un autre Bulgare, Jules Pascin, établi en France depuis 1905.Il lui fut reconnaissant de l’avoir introduit dans la communauté artistique parisienne.
L’établissement de Papazoff à Paris coïncidait avec une période extrêmement importante de la restructuration des avant-gardes artistiques. Le Premier manifeste du surréalisme fut publié par André Breton le 15 octobre 1924. L’artiste et son œuvre sont généralement considérés comme appartenant au surréalisme, mais rarement cités et commentés dans les catalogues des grandes expositions et les encyclopédies consacrées à cette période de l’art. Papazoff n’était pas membre du groupe des surréalistes, bien qu’il créa et exposa en même temps qu’eux des œuvres représentatives de ce courant artistique.
Dans Anthologie du surréalisme, Jacques Baron accorde à Papazoff une place considérable, soulignant en conclusion de son analyse que l’artiste est un esprit libre qui n’adhère à aucun groupe. Baron attire l’attention sur les liens de ce dernier avec Tristan Tzara, Robert Desnos, Paul Éluard et Max Ernst.
Le nom de Papazoff apparaît également dans le Dictionnaire général du surréalisme et de ses environs de 1982. L’article le concernant est écrit par Édouard Jaguer. On peut y lire : « Papazoff figure incontestablement parmi les précurseurs de ce qu’on appelle aujourd’hui « le surréalisme abstrait » du milieu des années 1920, aux côtés de Miró, Ernst, Malkin et Masson ».
Dans Modèle:’Encyclopédie du surréalisme, René Passeron rappelle que Papazoff, dès son arrivée à Paris, s’est retrouvé parmi les surréalistes et a exposé avec eux, mais son caractère indépendant l’empêchait d’intégrer le groupe. Jean-Pierre Delarge qualifie Papazoff de surréaliste, cubiste, fauviste, continuateur de Klee, praticien du frottage comme Ernst, dessinateur de figures sur fond monochrome comme Léger et porteur de réminiscences slaves comme Chagall. Andréi Nakov, dans le Dictionnaire de l’art moderne et contemporain, nous fournit une analyse plus détaillée et attire l’attention sur les sources d’inspiration de Papazoff - l’expressionnisme allemand et Klee - et l’influence qu’il subissait de la part des surréalistes français et de Miró.
Dans Montparnasse vivant, Jean-Paul Crespelle consacre à Papazoff un chapitre spécial intitulé Oncle Papazoff, Bulgare, conteur d’histoires d’amour et de sang, dans lequel il qualifie le peintre de « surréaliste avant le surréalisme ».
La participation active de Georges Papazoff à la vie artistique de la capitale débuta dès son arrivée à Paris. En 1925, il accrocha au Salon des indépendants deux toiles présentées par la galerie Vavin-Raspail. Il fut parmi les participants à l’exposition organisée par le vicomte de Beaumont au Salon des antiquaires. Quatre de ses toiles figuraient côte à côte de celles de Miró, Ernst et Arp, à l’exposition Art d’aujourd’hui, organisée par Poznanski. De cette période datent ses relations professionnelles avec la galerie Vavin-Raspail. En 1928, Papazoff figure parmi les participants à une exposition collective, avec Klee, Braque, Lurçat et autres artistes.
Dans les années 1930, Georges Papazoff débuta la série Chiens de cirque qu’il développa jusqu’à la fin des années 1960. Dans les années 1940, la gamme chromatique devient plus classique et les compositions plus maîtrisées. Dans les années 1950 il réalisa aussi la série Gladiateurs, des compositions figuratives abstraites qui frappent par la perfection du dessin, la vivacité du coloris, la stylisation et la combinaison de surfaces hétérogènes. Aux années 1960 se rapportent des œuvres qui se rattachent de nouveau à la mer, bien qu’évoquant par leurs titres des sujets différents. Tels sont le Paysage sous-marin, vers 1960, Poisson lune, 1968, Monstres sur fond bleu, vers 1960, Composition surréaliste, vers 1960, Dragons sur fond bleu et vert, vers 1960.
Les analystes bulgares de l’œuvre de Papazoff, comme Krastev et Nakov, qui connaissent bien la tradition populaire de son pays d’origine, relèvent souvent que celle-ci a influencé dans une certaine mesure l’œuvre de l’artiste. C’est ce qui apparaît dans le choix du coloris et l’utilisation de certains éléments décoratifs, comme dans Le tablier, 1927, Incendie, 1925/26, Composition, vers 1925.

## Katherine Dreier
En 1920 Katherine Dreier, connue aujourd’hui pour son patronage de l’art moderne son ambition était pédagogique. Elle fonda une Société Anonyme, avec Marcel Duchamp et Man Ray. Elle commence à travailler sur une grande exposition internationale à présenter au Brooklyn Museum (1926-27), à laquelle participe également Georges Papazoff. Au sujet de la participation de Georges Papazoff, Ruth Bohan écrit : « Les surréalistes font leur début américain à l’exposition de Brooklyn. Hans Arp, Max Ernst, Juan Miró, ainsi que le peintre bulgare moins connu Georges Papazoff, présentent le mouvement surréaliste à sa phase biomorphe et abstraite ». Papazoff participe avec 6 œuvres au total. Ce sont les huiles Blue Mist (Brume bleue, 106 X 94, The Idol (L’Idole), 60 x 74, et les aquarelles Sans titre (Paysage avec des vaches), Sans titre (Paysage bleu), Sans titre (Procession funéraire), Sans titre (Quatre pêcheurs), toutes datées 1924-1926, 12 x 15 cm. La notice biographique est écrite par Dreier, dans un style personnel et émotionnel. : « Né en Bulgarie dans un milieu de paysans montagnards dont il représente la vie avec un charme exceptionnel. Il traduit sa sensibilité pour la nature et l’atmosphère de son pays de manière très individuelle. Il fit des études d’architecte, mais se consacre davantage à la peinture après son arrivée à Paris. » La page est illustrée de 3 œuvres : L’enterrement, Printemps et Enfants qui jouent (qui ne figurent pas dans l’exposition).
Le 11 octobre 1941, la collection de la Société anonyme, fut cédée par donation à la Galerie de l’Université de Yale. Six œuvres de Papazoff faisant partie de la collection.

## Henri-Pierre Roché, Rolf de Maré et Oscar Ghez
Henri-Pierre Roché est un écrivain français qui était proche de certaines des plus marquantes personnalités artistiques de XXe siècle. La plupart de ses protégés étaient des étrangers. Il choisit des dessins, des aquarelles et une huile sur toile. Il commandera à Papazov 25 eaux-fortes. Sur son invitation, en 1930 et 1931 le peintre passera quelques semaines dans sa maison à Saint-Robert, en Corrèze. En 1931 Roché proposa d’organiser une exposition de Papazoff dans la galerie parisienne Renaissance avec 48 toiles. Au cours des années suivantes il continua à promouvoir l’art de Papazoff. En janvier 1934 il organisa une exposition de Papazoff à l’Arts Club de Chicago, avec 23 tableaux. Henri-Pierre Roché profitera de toutes ses relations américaines pour tirer un résultat maximal de la présentation de l’art de Papazoff. En 1937 il organisa une exposition de Papazoff à la galerie Jeanne Castel et, en 1950, à la galerie Renou & Poyet, Paris.
Rolf de Maré était un grand mécène et fondateur des Ballets Suédois à Paris, qui très rapidement réunit un nombre impressionnant d’œuvres d’art. Grâce à l'amitié de Georges Papazoff avec lui, l'artiste organise peu d'expositions à Stockholm. Le Musée d'Art Moderne de Stockholm possède 36 œuvres de Papazov - 16 peintures, 19 graphiques et un dessin. Deux de ces tableaux, Personnages magiques, 1933 et Impression d’une cathédrale, 1933, ont été achetés par le Musée national en 1953 lors de l’exposition personnelle de George Papazoff à Stockholm. Les autres sont offerts par Rolfe de Mare.
Oscar Ghez est un autre collectionneur et mécène de Papazoff. Il créa le musée du Petit Palais où du 5 au 30 juin 1974, dans les locaux du musée eut lieu une exposition Georges Papazoff (1894-1972): Œuvres de la période 1925-193522. Une exposition Georges Papazoff (1894-1972). Pionnier du surréalisme fut organisée du 26 janvier au 2 avril 1995 aussi en Le Petit Palais. En mai-juin 1988, des œuvres de Georges Papazoff provenant des fonds du musée du Petit Palais furent exposées à la Galerie nationale de Sofia: 74 huiles, 2 gouaches et 6 frottages. C’est à l’initiative et grâce aux efforts d’Oscar Ghez et du Musée du Petit Palais que parut en 1995 la monographie de Gaston Diehl. Les œuvres de la collection sont également incluses dans la grande rétrospective « Georges Papazoff - L'Illuminateur » à la National Gallery, Sofia, 2022-2023.

## Expositions à Sofia, Zagreb et Prague
Sa première exposition eut lieu en 1919 dans la galerie Trapkov à Sofia. Dans les années 1930, Papazoff fit un retour en Bulgarie, déjà en tant que peintre accompli et confirmé. En 1934, il présenta 94 toiles à la Galerie Koop. L’année suivante, il présenta un nouveau lot de peintures dans la Galerie des 6. En 1935, il exposa de nouveau dans la galerie Koop. Il participe au IXe salon national de peinture en invite du groupe Nouveaux peintres.5 Son œuvre suscite de nombreuses controverses dans la presse.
Du 17 décembre 1934 au 4 janvier 1935 Georges Papazoff organisa à Zagreb, Galerie Moderna, une exposition individuelle. Elle rassemblait 57 œuvres réalisées entre 1929 et 1934. Le catalogue produit la liste des pièces exposées, deux reproductions et une préface de Ivo Šrepl qui note que Papazoff est un des plus importants peintres européens de renom. Avec l’organisation de l’exposition de Georges Papazoff à Zagreb, la société des artistes croates présente au public un des plus éminents représentants de la génération des artistes idéalistes en Europe occidentale, qui, après le fauvisme, trace devant la peinture des voies entièrement nouvelles. La forte individualité de Papazoff développe et transforme le cubisme de Picasso, Delaunay, Gris et Léger, le purisme d’Ozenfant et Jeanneret, le dadaïsme de Picabia et Duchamp, ainsi que le surréalisme de Miró, Klee et Hoerle ».
En 1935 Georges Papazoff fait un retour à Prague avec une exposition individuelle à la galerie Feigl. À cette occasion fut publié un catalogue. Cinquante-deux œuvres réalisées entre 1928 et 1934 furent présentées.

## Expositions après la mort de Papazoff
Après sa mort en 1972, diverses expositions sont lancées en sa mémoire. Deux grands ont ouvert leurs portes à Sofia en 1982 et 1988 ; le premier expose des œuvres de Papazoff provenant de collections privées, tandis que le second emprunte 76 peintures et 6 dessins au Musée du Petit Palais de Genève. Dr Maria Vassileva est curateuse d'une exposition à grande échelle à la National Gallery-Palace, Sofia 16.12.2022 – 19.03.2023 intitulée "Georges Papazoff - L'Illuminateur" avec des œuvres provenant de : la collection privée de Gueorgui Vassilev, le Petit Palais Musée, Genève, Galerie nationale, Sofia, Musée national d'art moderne, Zagreb, Galerie d'art Georges Papazoff Yambol.

## Littérature sur Papazoff
Maria Vassileva (en) est l'auteure d'une monographie (en bulgare, français et anglais ; éditeur Structura Gallery, 2021,  (ISBN 978-619-90949-7-6), qui comprend des œuvres méconnues et des faits inconnus sur l'œuvre de Georges Papazoff. L'étude place l'artiste dans le contexte des tendances les plus actuelles du monde de l'art de la première moitié du XXe siècle et retrace sa participation active à celles-ci, ainsi que le rôle qu'il a joué dans leur confirmation. La National Gallery publie un catalogue (en bulgare et en anglais) des œuvres de Georges Papazoff de sa collection. À l'occasion de l'exposition, l'autobiographie "Жорж Папазов. По стъпките на художника" (avec le titre original : "Sur les pas du peintre. Suivi de documents et témoignages", Galerie de Seine, Paris, 1971).
- Kiril Krastev (bg) - George Papazov, 1973
- Andrei Nakoff - Georges Pappasoff, Franc-tireur du Surrealisme, 1973
- Gaston Diehl - Papazoff, 1998
- Maria Vassileva (en) - Georges Papazoff, 2021

## Expositions personnelles
- 1919 - Première exposition personnelle, Galerie Trapkov, Sofia, 60 dessins et aquarelles.
- 1926 - Exposition de dessins, Galerie Vavin-Raspail (1–15 mai), Paris.
- 1927 - Exposition de tableaux, Galerie Vavin-Raspail (3–15 novembre). Catalogue préfacé par Waldemar-George, Paris.
- 1928 - Exposition de dessins et peintures à la Galerie Jeanne Bucher (17 décembre 1928–1er janvier 1929). En introduction du catalogue, le poème de Tristan Tzara instant note frère, Paris. Papazoff envoie huit toiles à la Galerie des Six, Sofia (2, rue Targovska) au profit des victimes du tremblement de terre de Tchirpan. L’exposition est organisée par la galerie parisienne Vavin-Raspail en mai. Catalogue.
- 1930 - Exposition de peintures (80 toiles) à la Galerie de la Renaissance et de gravures à la Galerie Jeanne Bucher, Paris.
- 1933 - Exposition à la Moderna Galleriet de 69 toiles (16-28 septembre). Catalogue préfacé par Rolf de Maré, Ragnar Hoppe et Robert Desnos, Stockholm.
- 1934 - Exposition à la Galleria del Milione (21 Via Brera) de 82 huiles sur toile de la période 1929–1933 г. (20 février–6 mars), Milan. Catalogue; Exposition à la Galerie de la Renaissance, Paris. Exposition de 23 tableaux à l’Arts Club (19 janvier–8 février), Chicago. La même exposition est présentée en mars (vernissage le 5 mars) à la Marie Harriman Gallery de New York (61-63, 57 est), Catalogue; Exposition de 57 toiles à la Moderna Galerija (17 décembre–14 janvier 1935 г.), Zagreb. Catalogue; Exposition de 94 toiles de la période 1929–1933 à la Galerie Koop (15 avril–6 mai), Sofia, Catalogue.
- 1935 - Exposition de 52 toiles à la Galerie Feigl (mars–avril), Prague; Exposition à la Galerie des Six, jusqu’au 31 mai, 2, rue Targovska, Sofia. Exposition à la Galerie Koop (6–28 octobre), Sofia. Catalogue.
- 1936 - Exposition de 10 toiles, Miami Beach Public Library (août–novembre).
- 1937 - Exposition de tableaux de la période 1932–1937 à la Galerie Jeanne Castel (18 juin-2 juillet), Paris
- 1950 - Exposition rétrospective à la Moderna Galleriet, Stochkolm; Exposition à la Galerie Renou & Poyet, Paris, 33 tableaux de la période 1923–1950 (16 juin-5 juillet). Catalogue préfacé par Henri-Pierre Roché et Marcel Sauvage.
- 1952 - Exposition à la Galerie Saint-Benoît, Paris (26 mai 7 juin)
- 1953 - Exposition à la Moderna Galleriet, Stockholm (octobre)
- 1955 - Exposition de peintures de la période 1939–1955 à la Galerie Pétridès, Paris. Catalogue avec textes de Rolf de Maré, Henri-Pierre Roché, Pascal Pia, entre autres.
- 1961 - Exposition à la Galerie de Paris. Catalogue avec textes de Marcel Aymé et Robert Desnos
- 1969 - Exposition de 20 pastels de 1925 à la Galerie Françoise Tournié
- 1971 - Exposition rétrospective Papazoff. Galerie de Seine, 20 octobre-10 novembre.
- 1972 -  Papazoff 1894–1972, Acoris – The Surrealist Art Centre, 31 Brook Street, London
- 1973 - Hommage a Papazoff, Galerie Françoise Tournié, 25 janvier–25 février
- 1974 - Exposition rétrospective. Galleria Annunciata, Milan. Rétrospective Georges Papazoff (1894–1972). Œuvre de 1920 à 1935, Petit Palais, Genève, 6-30 juin
- 1975 - Papazoff. Œuvres de 1923 à 1932, 7–31 janvier, Galerie de Seine, 18, rue de Seine, Paris
- 1976 - Papazoff. Peintures 1918–1936, 29 janvier-5 avril 1976, Maison de la Culture et des Loisirs de Saint-Étienne Maurice Henry, Jacques Herold, Mayo, Georges Papazoff. Quattro Maestri del Surrealismo, vernissage 3 avril 1976, Galleria Annunciata, Milan, Italie
- 1978 - Papazoff. Galerie Françoise Tournié, 10, rue du Roi de Sicile, vernissage 8 juin
- 1982 - Œuvres de Papazoff dans les collections bulgares, Galerie 6,rue Chipka, Sofia et Galerie d’art Georges Papazoff, Yambol. Hommage à Papazoff. Peintures, Galerie Alphonse Chave, Vence, 3 avril–4 juin
- 1988 - Exposition Georges Papazoff 1894–1972. Œuvres des fonds du musée du Petit Palais, Genève, mai–juin 1988, vernissage 13 mai 1988, Galerie nationale des arts etrangers, Sofia.
- 1992-93 - Georges Papazoff, précurseur et franc-tireur du Surréalisme, Petit Palais, Genève
- 1995 - Georges Papazoff (1894–1972). Pionnier du Surréalisme, 26 janvier-2 avril, Petit Palais, Genève.
- 2002 - Projections abstraites – sur les pas de Georges Papazoff, Galerie d’art, Yambol. Georges Papazoff. Un éclaireur surréaliste (œuvres de 1925 a 1939), Galerie A. L. (Anne Lacombe), 3, rue de Verneuil, 23 mai-29 juin
- 2004 - Georges Papazoff. Galerie nationale dеs arts étranger, Sofia, avril (35 eaux-fortes et 1 pastel).) Papazoff (œuvres de 1924 à 1962), 7–30 novembre, Galerie Les Yeux Fertiles, 27, rue de Seine, Pari
- 2012 - Georges Papazoff (1894–1972), Galerie Antoine Laurentin, Paris
- 2015 - Georges Papazoff (1894–1972), Galerie Antoine Laurentin, 23, quai Voltaire, Paris
- 2018 - Georges Papazoff (1894–1972). Collection d’œuvres emblématiques, Galerie Forum, Sofia, 12 novembre–12 décembre

## Œuvres
Peintures
- L'Esprit d'une source, 1924[22]
- Composition surréaliste, huile sur toile, 1928[23]
- Forme se détachant de la Terre, 1941[22]

Écrits
- Pascin !… Pascin !… C'est moi !…, écrits, documents et dessins, Pierre Cailler, Genève, 1959.
- Paris – l’œuvre et le destin des grands peintres. Paris, 1936.
- Drenov frères. Editions Fasquelle, Paris, 1951
- Derain, mon copain, SNEV, Paris, 1960, édition illustrée, texte de Robert Gaillard et 4e de couverture de Marcel Aymé[24].
- Lettres à André Derain, avec 16 illustrations du peintre, Nouvelles Éditions Debresse, Paris, 1966, texte de 4e de couverture de Marcel Aymé[25].
- Pope Vassil. Récit Bulgare, Editions Debresse, Paris, 1968
- Georges Papazoff. Sur les pas du peintre. Suivi de documents et témoignages, Galerie de Seine, Paris, 1971

## Conférences
- Art et réalité; l’influence de l’École de Paris sur la peinture mondiale, 21 mai 1935, Alliance Française, Sofia, avec le concours d’ ARS.
- Paris et ses peintres, 23 mai 1935, Alliance Française, Sofia, avec le concours d’ ARS.
- Écoles et figures de l’art contemporain, 20 septembre 1935, dans le cadre du IXe Salon de peinture, Sofia (en bulgare)
- Les peintres français de Delacroix à Cézanne et Pascin, deux conférences à Sliven, février 1936 (en bulgare)

## Catalogues
- Papazoff. Il Milione, 20 febbraio-6 marzo 1934. Textes : G. Papazoff, Waldemar George, Ragnar Hoppe (60 huiles sur toile et 50 eaux-fortes)
- Izlozba Papazova. Moderna Galerija, Zagreb, 11 Dec. 1934–4 Jan. 1935 (57 œuvres)
- Georgij Papazoff (Pariz) Olejomalby. Galerie Dra Feigla, Praha, March-April 1935 (52 œuvres). Texte : Georgij Papazoff
- Papazoff. Franc-tireur du surréalisme. Galleria Annunciata, Milano, 19 gennaio-5 febbraio 1974. Textes : Jacques Baron. “Le Surréalisme et Georges Papazoff”, Maurice Raynal. Le surréalisme, 1927, Waldemar George, 1927, Robert Desnos, 1930, Oscar Kokoshka, 1935. (biographie incluse)
- Exposition Papazoff, Galerie Koop, 6-28.10.1935, Sofia, 1935. Textes : Oskar Kokoschka, Vienna ; Rastko Petrovic, Belgrade ; T. F. Marinetti, Roma ; Rudolf Fuks, Prague (45 œuvres)
- Papazoff. Œuvres de 1925 à 1939, Galerie de Seine, Paris, janvier 1975. Texte : Philippe Soupault. (biographie et bibliographie incluses)
- Papazoff. Peintures 1918–1936, Maison de la Culture et des Loisirs de Saint-Étienne, 29 janvier-5 avril 1976. Texte : Philippe Soupault (62 œuvres)
- Maurice Henry, Jacques Herold, Mayo, Georges Papazoff. Quatro maestri dei Surrealismo, Centro Annunciata, aprile 1976
- Important Ensemble de Gravures, Aquarelles et Peintures Provenant de l’Atelier de Georges Papazoff 1894–1972, Mes Loiseau et Schmitz, 2000
- Georges Papazoff. Un éclaireur surréaliste (œuvres de 1925 à 1939). Galerie A.L – Anne Lacombe, 23 mai-28 juin 2002, Texte : Anne Lacombe. (biographie incluse)
- Schilders van Paris, 1870–1940 de verzameling Oscar Ghez, Terra Kunsthal Rotterdam, 2 oct. 2004-25 jan. 2005
- Georges Papazoff (1894–1972), Galerie Antoine Laurentin, Paris, 2012. Texte : Papazoff : Surrealist and Anarchist or a Modern Eye, Sylvie Buisson. (expositions choisies)
- Yoneva, Roumiana, Nakov, Andrei. Georges Papazoff (1894–1972) : Œuvres de collections privées en Bulgarie, catalogue, Galerie Rakursi 2013 (en bulgare)